# Couvent Sainte-Anne et Saint-Joseph de Cordoue
Le couvent de Sainte Anne et Saint Joseph, en espagnol convento de Santa Ana y San José (de Carmelitas Descalzas), est un bâtiment religieux situé dans la ville andalouse de Cordoue, en Espagne. Il est de style baroque avec plan en croix latine. Il est dédié à sainte Anne, la Vierge et l'Enfant, avec aussi une dévotion à saint Joseph. L'enceinte est composée d'un cloître et d'une loggia qui communique avec le jardin de derrière.

## Histoire

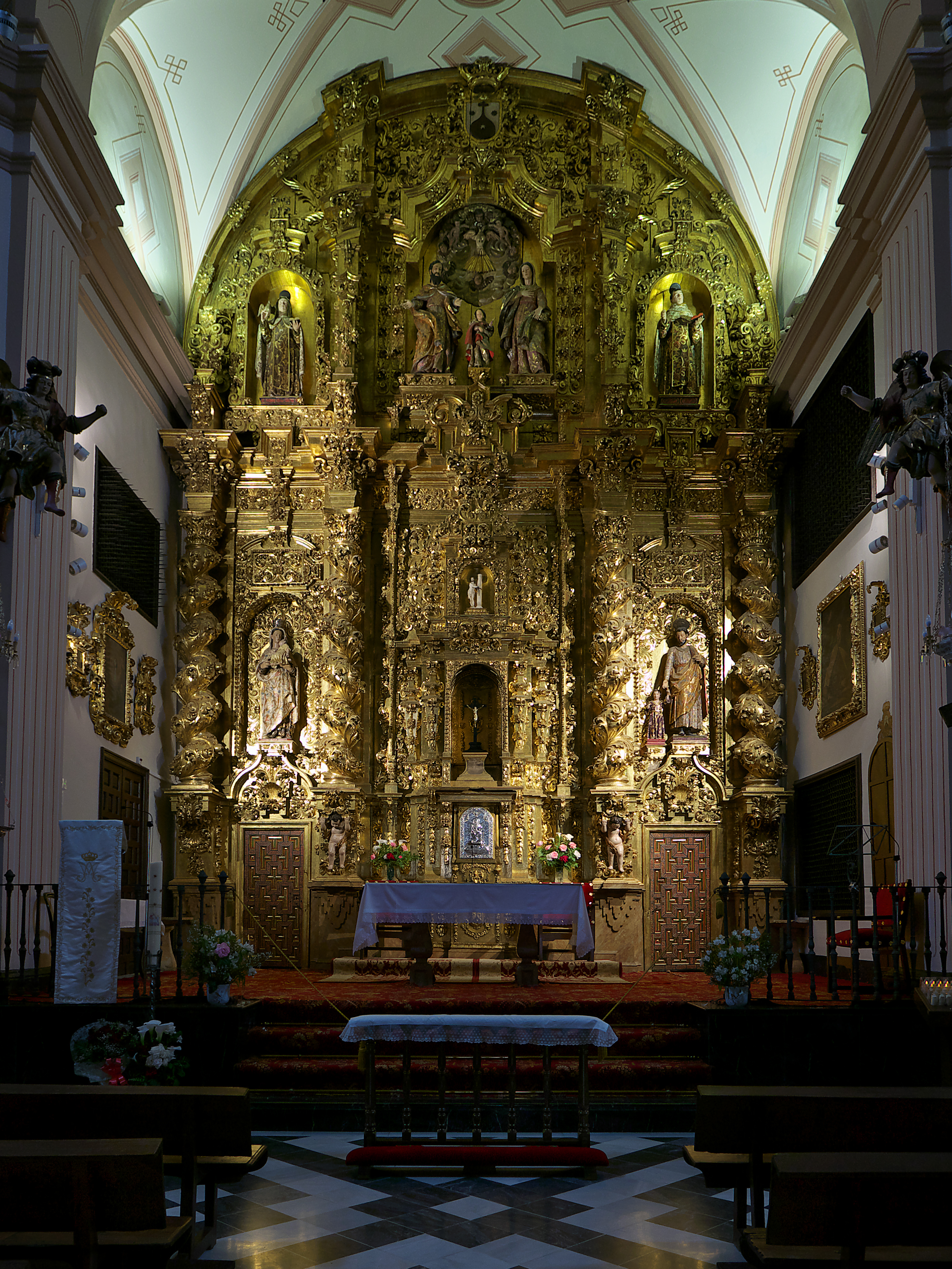
Le retable.

Le couvent a été fondé par des Moniales déchaussées du couvent de Beas de Segura (es) et saint Jean de la Croix en 1589, bien que l'église ne se bâtira qu'en 1608. Madeleine du Saint-Esprit, qui à contribué à faire connaître ses écrits, va en devenir l'une des prieures jusqu'en 1640. 
Le retable a été terminé en 1710. Un incendie à Noël 1993 l'a détruit ainsi que quelques œuvres, apparemment en raison d'un cierge situé trop près d'une crèche. À partir de 2015 a débuté sa reconstruction, confiée à Manuel Valverde, avec la restauration de la façade principale,. 
En 2014, le bâtiment est habité par six religieuses clôitrées. Pour leurs activités et revenus, elles confectionnent des confiseries artisanales et pratiquent la broderie d'ornement.